# Wzorowa
Wzorowa, lub Wzorcowa – polana reglowa w Gorcach, znajdująca się na grzbiecie biegnącym na wschód od Turbacza, powyżej Przełęczy Długiej. Ma powierzchnię ok. 20 ha, stanowi północną (kamienicką) część Hali Długiej i leży po północnej stronie grzbietu. Pozostałe części Hali Długiej to Wolnica (polana) i Wierchy Zarębskie.
Stanowiła pierwotnie własność dóbr kamienickich. W 1929 r. zagospodarowało ją Małopolskie Towarzystwo Rolnicze. W roku 1937 wydzierżawiła ją od spółki „Saturn” Krakowska Izba Rolnicza, która prowadziła na polanie prace badawcze w zakresie łąkarstwa i pasterstwa oraz zamierzała urządzić tu wzorcowe gospodarstwo pasterskie (stąd nazwa polany). W tym celu latach 1938–1939 wybudowała ona tu nowe budynki gospodarskie i mieszkalne. W czasie II wojny światowej, od wiosny 1943 r., wykorzystywane były one przez licznych w Gorcach partyzantów z oddziału Konfederacji Tatrzańskiej. Oddział partyzancki został rozbity przez hitlerowców 17 lipca 1943 r., a budynki spalone zostały przez nich 10 listopada 1943 r.
Po wojnie polana stała się własnością Związku Samopomocy Chłopskiej, który w latach 1946 i 1949 wybudował nowe bacówki. Od 1950 r. gospodarował na hali Państwowy Instytut Naukowy Gospodarstwa Wiejskiego, który w 1955 r. wybudował kolejną bacówkę (od 1957 r. – z przerwami – mieściła ona przez długi czas stację turystyczną PTTK). Potem jeszcze dwa razy zmieniali się właściciele polany: najpierw był to Zootechniczny Zakład Doświadczalny z Raby Wyżnej, a później Stacja Owczarstwa Górskiego Instytutu Zootechniki w Bielance, która kontynuowała doświadczalne badania nad łąkarstwem i pasterstwem. Od roku 1996 zaprzestano jednak wypasania owiec. Wreszcie w 2002 r. polana wykupiona została przez Gorczański Park Narodowy, który z powrotem przywrócił na polanie kulturowy wypas owiec.
Polana ma duże wartości przyrodnicze. W wyniku długotrwałego wypasu powstało w suchych miejscach polany pastwisko z dominującym gatunkiem – sitem rozpierzchłym. W górnej części polany występuje łąka mieczykowo-mietlicowa z takimi gatunkami, jak: tomka wonna, śmiałek darniowy, mietlica pospolita, w miejscach podmokłych występują młaki kozłkowo-turzycowe.
Obecnie na polanie Wzorcowej pod Przełęczą Długą stoi bacówka, w której kupić można oscypki i napić się żętycy. Tuż obok bacówki żelazny krzyż. Upamiętnia on śmierć młodej dziewczyny, Albiny Białoń, która tutaj zastrzelona została przez Niemców 17 lipca 1943 r., gdy biegła ostrzec partyzantów. We wschodniej części polany stoi budynek zwany „Chatką u Metysa”, który do niedawna służył jako dom noclegowy, oferujący tanie, ale pozbawione cywilizacyjnych wygód noclegi.
Z polany ładne widoki na szczyty Kudłonia, Gorca Troszackiego, Mostownicy, Czoło Turbacza i Turbacz, a także Beskid Wyspowy i Tatry. Zbocza polany opadają na północ do głębokiej kotliny Kamienickiego Potoku, dającego początek Kamienicy Gorczańskiej.
Wzorowa znajduje się w obrębie Gorczańskiego Parku Narodowego, w granicach wsi Zasadne w województwie małopolskim, w powiecie limanowskim, w gminie Szczawa.

## Szlaki turystyki pieszej
Główny Szlak Beskidzki, odcinek: Knurowska Przełęcz – Karolowe – Rąbaniska – Zielenica – Hala Nowa – Hala Młyńska – Kiczora – Trzy Kopce – Polana Gabrowska – Hala Długa – Turbacz. Odległość 8,5 km, suma podejść 610 m, suma zejść 140 m, czas przejścia 3 godz., z powrotem 2 godz. 5 min.
 odcinek: Gorc – Przysłop Dolny – Przysłop – Przysłop Górny – Średniak – Jaworzyna (Kamienicka) – Trzy Kopce – Polana Gabrowska – Hala Długa – Turbacz. Odległość 10,4 km, suma podejść 370 m, suma zejść 270 m, czas przejścia 2 godz. 50 min, z powrotem 2 godz. 30 min.

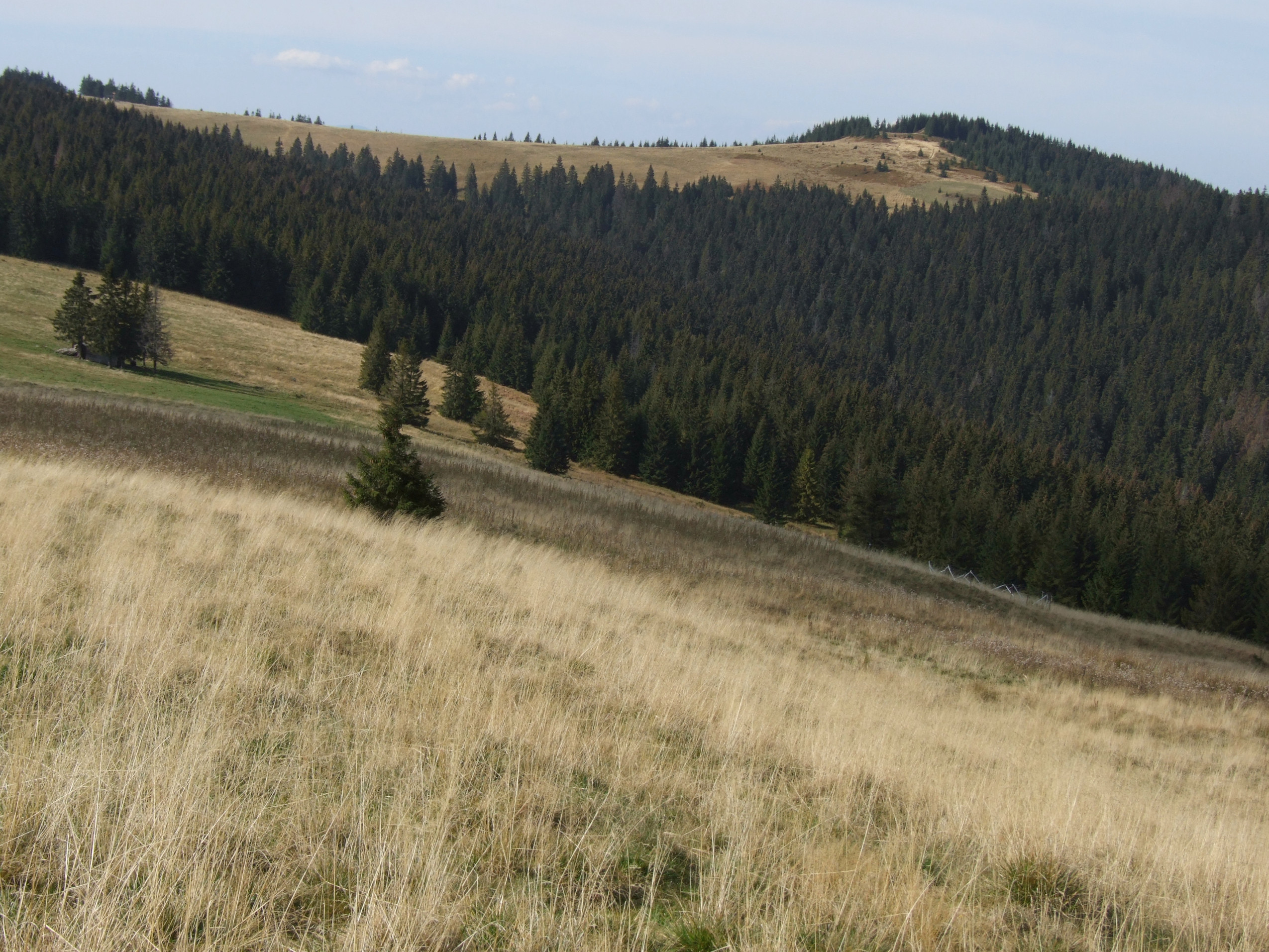
Widok z polany na Czoło Turbacza
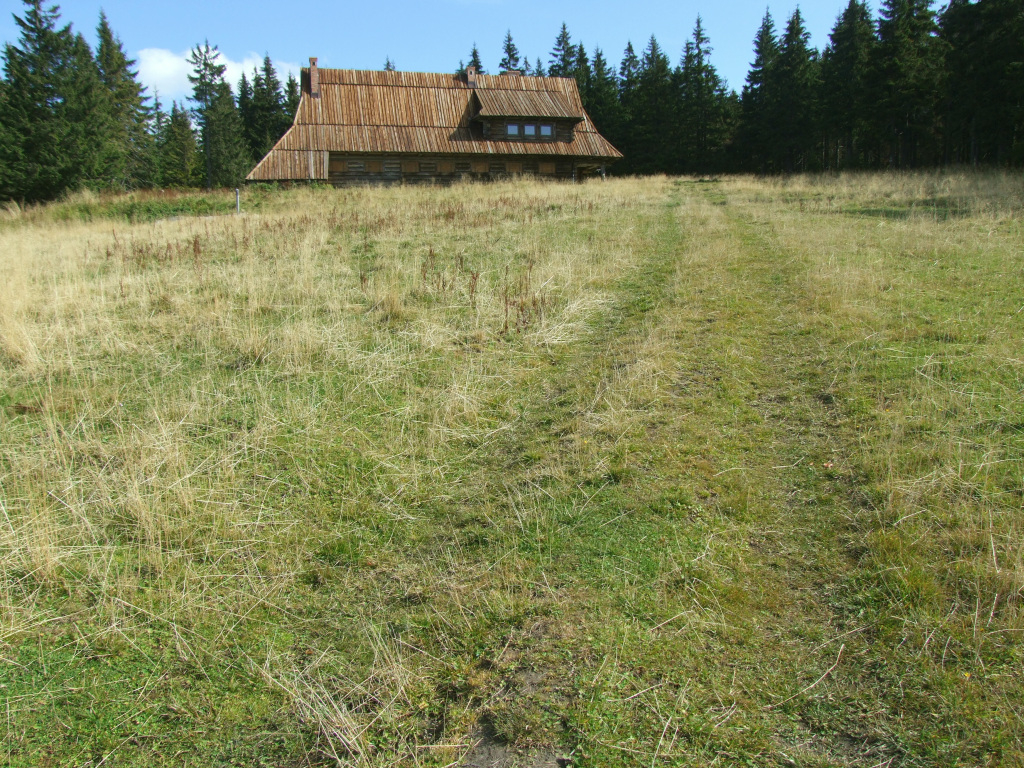
Wschodnia część polany i „Chatka u Metysa”
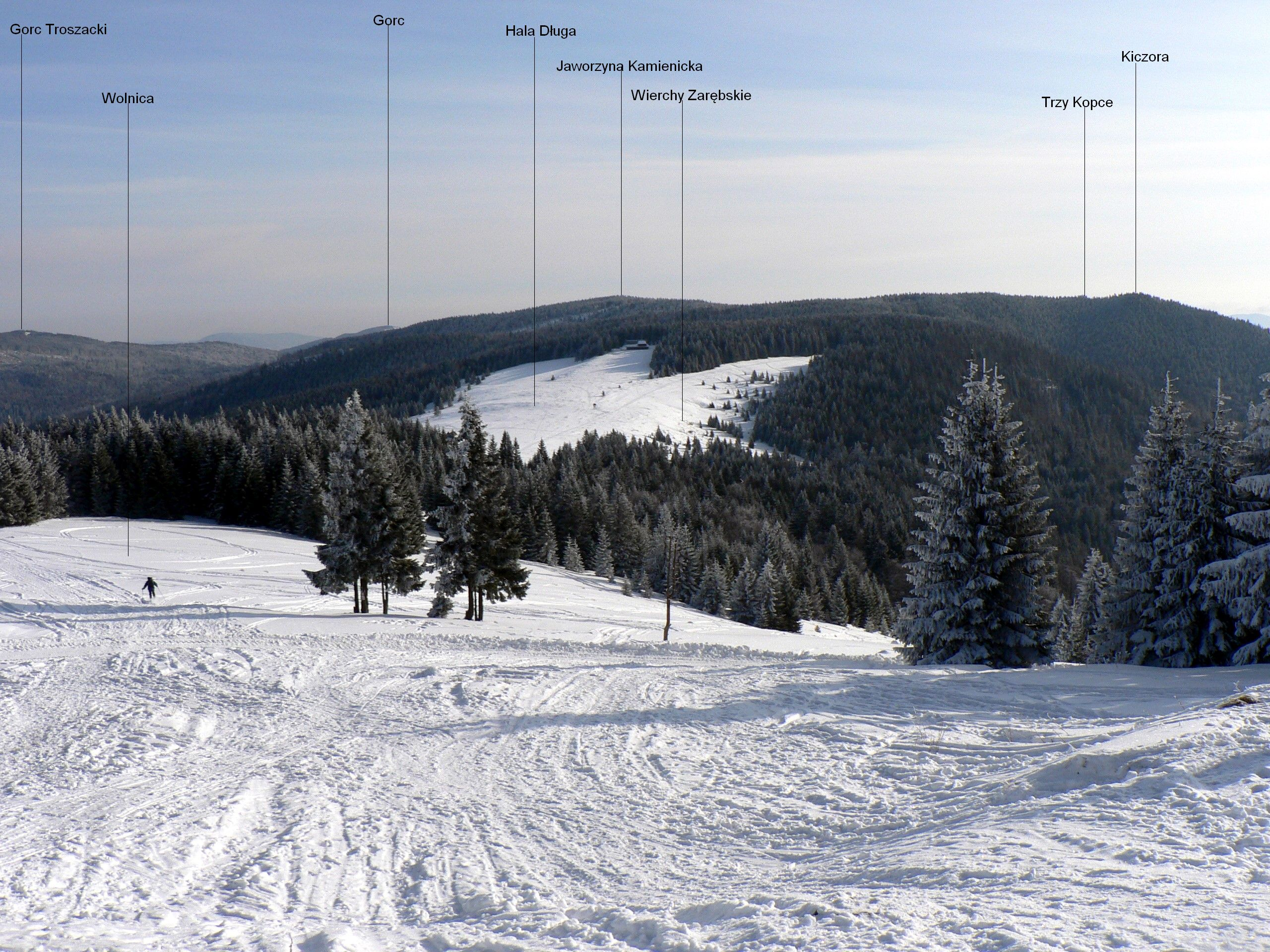
Wzorowa podpisana jako Hala Długa